# El violín
El violín és una pel·lícula mexicana, opera prima del cineasta mexicà Francisco Vargas Quevedo, que va ser seleccionada el 2006 al 59è Festival Internacional de Cinema de Canes en la secció Un Certain Regard. El violín és presentada sota el segell de la casa productora mexicana Cámara Carnal Films.
Va ser presentada en cinemes comercials a Mèxic el 2007 i va causar gran renou de mitjans i un important èxit de taquilla. Ha estat presentada reeixidament en països com Argentina, Espanya, Finlàndia, França, Grècia, Noruega, Rússia, la Xina, Canadà, Estats Units i Austràlia.

## Sinopsi
El violí narra la història del octogenari Plutarco, el seu fill Genaro i el seu net Lucio, qui duen una doble vida, perquè a més de ser músics rurals i pagesos, participen en la guerrilla que planeja aixecar-se en armes contra del govern opressor durant la Guerra bruta a Mèxic. Quan arriba l'exèrcit al poble els guerrillers fugen i abandonen les municions i se'n van al bosc. Amb la seva aparença inofensiva de músic ancià, don Plutarco Hidalgo (interpretat per Ángel Tavira) té el pla de recuperar les armes amagades en la seva parcel·la de blat de moro. La seva música captiva al capità de l'exèrcit, també d'origen proletari.

## Repartiment
- Ángel Tavira - Don Plutarco
- Gerardo Taracena - Genaro
- Dagoberto Gama - Capità
- Mario Garibaldi - Lucio
- Fermín Martínez - Tinent
- Silverio Palacios - Comandant Cayetano
- Octavio Castro - Zacarías
- Mercedes Hernández - Jacinta
- Gerardo Juárez - Pedro
- Ángeles Cruz - Jefa Guerrilera 1
- Norma Pablo - Jefa Guerrilllera 2
- Ariel Galvan - Joaquín
- Amorita Rasgado - Prostitutes
- María Elena Olivares - Doña Lupe
- Esteban Castellanos - Manuel

## Importància del músic a la pel·lícula
Ha estat poc analitzada la figura del músic en la pel·lícula. El politòleg Avilés en el seu moment va dir: «…i de la repressió alguns van fer art (els refinats) i alguns altres van fer sociologia o economia (els pràctics), més per als perseguits, empresonats, torturats, va continuar sent repressió a seques, els qui rabiosos, van pensar en el moment adequat i en els llocs propicis per a aixecar-se en armes…» En aquest sentit en altres grups guerrillers sud-americans va ser possible tenir en compte l'anterior (per exemple Julián Conrado, Compañeros). Per això el trio de la família Hidalgo deambula pel poble utilitzant com a matèria primera el so del violí i la guitarra. Mentre que en llocs com El Cerro de las Flores, La Piedad, San Francisco i Tres Cruces es duen a terme atacs i reprimendes entre l'exèrcit i els rebels. Mai abans la frase «estar cames ajudeu-me» va ser tan reverenciada. Prova d'això es dona al començament de la pel·lícula enmig de la cantina, quan a través de la melodia que bé podia sintetitzar la trama sonora de la cinta («Cuando te vi» Cuauhtémoc Tavira) els policies s'acosten enmig dels que suposaria ser una batuda. Mentrestant el relat de don Plutarco a Lucio ha estat ambientat musicalment per la banda de ska Sekta Core! («Hombres Verdaderos»). Finalment la capacitat d'aquell per a mantenir captiu el capità de l'exèrcit, també d'origen proletari, s'interpreta com una escena a la recerca del que realment significa la música per ambdós personatges.

## Premis
El violín és la pel·lícula mexicana amb més de 55 premis en festivals nacionals i internacionals, com el Festival de Morelia, Sant Sebastià, Huelva i São Paulo. Va guanyar el Knight Grand Jury Prize al millor film iberoamericà al Festival de Miami el 2007, considerada com «una pel·lícula perfecta, perfectament realitzada».
Es va fer creditora al premi a la millor interpretació masculina (Prix d'Interprétation Masculine Un Certain Regard), al 59è Festival Internacional de Cinema de Canes, en 2006, atorgat al compositor i violinista Ángel Tavira. Va rebre tres Ariels de l'Acadèmia Mexicana d'Arts i Ciències Cinematogràfiques en 2007.